# Aich (Styria)
Aich – gmina w środkowej Austrii, w kraju związkowym Styria, w powiecie Liezen, wchodzi w skład ekspozytury politycznej Gröbming. Według Austriackiego Urzędu Statystycznego liczyła 1214 mieszkańców (1 stycznia 2015).